# Fehérváry István
Fehérváry István (Budapest, 1925. december 1. – Budapest, 2014. október 30.) magyar publicista, szerkesztő, egyetemi tanár. A Magyar Politikai Elítéltek Közösségének elnöke.

## Életpályája
1944–1945 között katonatiszt volt a légierőnél, majd részt vett a Magyar Harcosok Bajtársi Közössége illegális szervezetben. 1945–1948 között általános mérnöknek tanult. 1948-ban Budapesten, 1949-ben pedig Bécsben tartóztatták le; 20 évi börtönre ítélték, de 1956-ban kiszabadult, és emigrált. 1957-ben Bécsben szigetelőcéget alapított és létrehozta a Nemzetőr című lapot. 1966–1969 között Marokkóban a Tanger Amerikai Iskolán tanitott. 1969-től 20 évig a St. John's College egyetemen dolgozott, majd hazatért. 1990-ben nyugdíjba vonult. 1990-től haláláig az 1945–1956 Közötti Magyar Politikai Elítéltek Közösségének elnöke (PEK).

## Családja
Szülei: Fehérváry István Antal László (1891–1989[forrás?]) és Fantoly Olga Gizella (1902–1975) voltak.
Gyermekei: Dr. Fehérváry Krisztina és Fehérváry I. András.

## Művei
- Börtönvilág Magyarországon (1945–1956) (München, 1978; Budapest, 1990)
- Szovjetvilág Magyarországon (München, 1984)
- Varsótól Szófiáig (1988, angol nyelvű történelem könyv, From Warsaw to Sofia)
- The long road to revolution. The Hungarian Gulag 1945-1956; szerk. Fehérváry Krisztina; angolra ford. Gorka Zsuzsa, Boros-Kazai András, Fehérváry Krisztina; Pro Libertate, Santa Fe, 1989

## Díjai, kitüntetései
- Szabad Magyarországért Emléklap
- A Magyar Köztársasági Érdemrend középkeresztje a csillaggal (1999)